# Station Dives-sur-Mer-Port-Guillaume
Station Dives sur Mer - Port Guillaume is een spoorweghalte in de Franse gemeente Dives-sur-Mer.
Zij wordt bediend door treinen van het netwerk Nomad Train op het traject Dives-Cabourg - Trouville-Deauville.